# Auguste Bérard (navigateur)
Ne doit pas être confondu avec Auguste Bérard.
Pour les articles homonymes, voir Bérard.
Auguste Bérard (Montpellier, 24 février 1796-Toulon, 6 octobre 1852) est un navigateur et officier de marine français. 

## Biographie
Élève de l’École spéciale de marine de Toulon (1812-1815), il participe en 1816 à une mission hydrographique sur la Chevrette dans le Sud de la Méditerranée puis embarque sur l'Uranie de Louis Claude de Saulces de Freycinet pour un tour du monde (1817-1820). 
De 1822 à 1825, il fait un nouveau tour du monde avec Louis Isidore Duperrey dont il est chargé des travaux d'hydrographie et de physique. 
En 1827, il participe à la bataille de Navarin puis est blessé lors du débarquement d'Alger (1830). Il cartographie ensuite les côtes de l'Algérie de 1831 à 1833 aux commandes du Loiret avant de partir pour le Mexique où il effectue des levés hydrographiques sur les côtes de la province de Veracruz à bord du Voltigeur. Ses levés permettront la prise de Saint-Jean de Ulloa par Charles Baudin en novembre 1839. 
Capitaine de vaisseau (1839), il dirige la station navale de Nouvelle-Zélande à partir de 1842 sur la corvette le Rhin et a pour mission de protéger les missionnaires, les commerçants et les baleiniers français et de continuer des observations hydrographiques et astronomiques. 
Correspondant de l'Académie des sciences, il s'occupe particulièrement du développement d'Akaroa et y participe à la construction d'une chapelle pour le Père Jean-Baptiste Pompallier. Il reçoit malgré tout l'ordre de liquider la compagnie fondatrice de la colonie et décide en 1845, de prendre en charge les missions de Nouvelle-Calédonie. Il mouille alors à Balade (octobre 1845) et aide au renforcement de la mission en apportant vêtements, vivres, outils et objets d'échange. Les matelots, quant à eux, construisent une chapelle en bois. 
Devant la réussite de la mission, le chef de Pouebo lui demande, ainsi qu'au Père Guillaume Douarre, la fondation sur ses terres d'un établissement religieux. 
En juillet 1846, Bérard revient en France et entre au dépôt des cartes et plans de la Marine. Contre-amiral en 1848, il devient major général du port de Toulon.
Ses collections sont conservées à l'Université de Montpellier 2.

## Publication
- Description nautique des côtes des possessions françaises dans le nord de l'Afrique, 1837
- Campagne de l'Alcmène en Océanie, 1854

## Hommages
- Une rue de Montpellier a été nommée en son honneur.
- Chevalier (2 octobre 1830), Officier (1er janvier 1835) puis Commandeur de la Légion d'Honneur (29 octobre 1846)[2].
- La ville de Aïn Tagourait porta d'abord son nom lors de la colonisation française.
- Un genre de baleine, le berardius, a été baptisé en son honneur.